# Europäische Forstliche Nordische Skiwettkämpfe

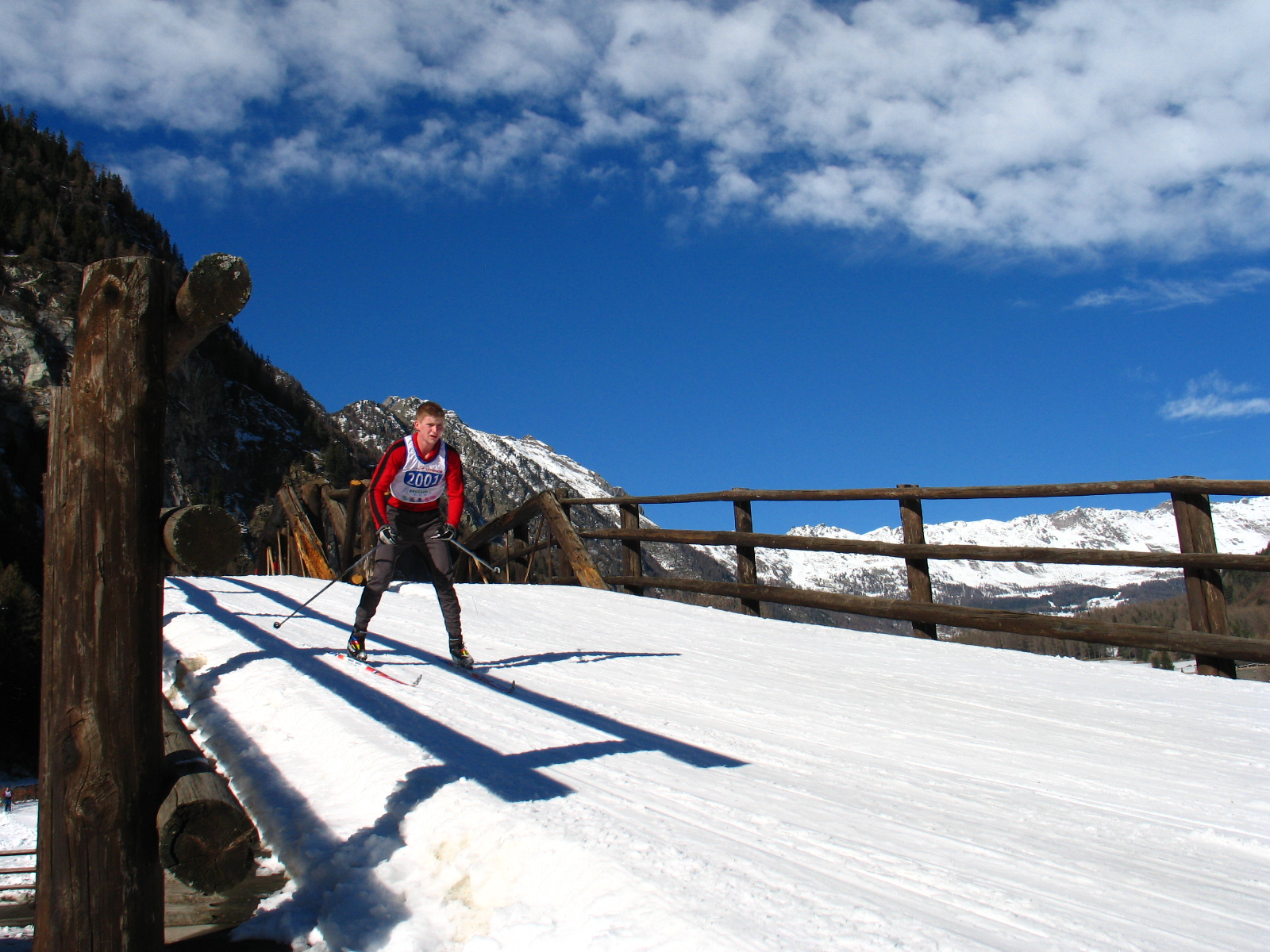
EFNS 2007 in Brusson (Aosta/Italien)

Die Europäischen Forstlichen Nordischen Skiwettkämpfe (EFNS) sind ein renommierter europäischer Biathlonwettkampf, der zum ersten Mal 1969 in Todtnau im Schwarzwald stattfand. Seither fand der Wettkampf jährlich jeweils in einem anderen europäischen Wintersportgebiet statt.
Wie bereits der Name EFNS impliziert, handelt es sich hierbei um einen Wettkampf für Europäische Forstangehörige, bzw. Angehörige oder im Holzgewerbe tätiger Personen.
Über den Biathlonwettkampf hinaus versteht sich die EFNS hierbei auch als forstfachliche Weiterbildungs-Veranstaltung und als gelebte Umsetzung eines vereinten Europas mit einem breit aufgestellten europäischen Kontaktnetzwerk.

## Wettkampfteil
Der Hauptbestandteil der Veranstaltung ist der Biathlon-Wettbewerb. Die genaue Ausführung kann sich von Jahr zu Jahr unterscheiden. In der Regel findet aber statt:
- 1 Einzellauf klassisch
- 1 Einzellauf freie Technik
- 1 Staffellauf (ohne Schießen, die zwei Startläufer müssen klassisch laufen, der dritte bzw. vierte Läufer/Läuferin können im Skatingstil laufen)

## Bisherige Austragungsorte
| 2023 | BIH Sarajevo          |
| 2022 | Coronabreak           |
| 2021 | Coronabreak           |
| 2020 | POL Duszniki-Zdrój    |
| 2019 | GER Arberland         |
| 2018 | ITA Antholz           |
| 2017 | LAT Madona            |
| 2016 | Oslo-Holmenkollen     |
| 2015 | Lenzerheide           |
| 2014 | Joensuu               |
| 2013 | Delnice               |
| 2012 | Todtnau               |
| 2011 | Östersund             |
| 2010 | Ramsau                |
| 2009 | Donovaly              |
| 2008 | Oberwiesenthal        |
| 2007 | Brusson               |
| 2006 | Sarajevo              |
| 2005 | Minsk-Raubitschy      |
| 2004 | Pralognan-la-Vanoise  |
| 2003 | Goms                  |
| 2002 | Ramsau                |
| 2001 | Otepää                |
| 2000 | Todtnau               |
| 1999 | Bled                  |
| 1998 | Sankt Michael         |
| 1997 | Harrachov             |
| 1996 | Lillehammer           |
| 1995 | Oberhof               |
| 1994 | Kandersteg            |
| 1993 | Galyatető             |
| 1992 | Toblach               |
| 1991 | Joensuu               |
| 1990 | Feistritz an der Drau |
| 1989 | Todtnau               |
| 1988 | Lamoura               |
| 1987 | Braunlage             |
| 1986 | Falun                 |
| 1985 | Ruhpolding            |
| 1984 | Kastelruth            |
| 1983 | Goldegg               |
| 1982 | Gersfeld              |
| 1981 | Isny                  |
| 1980 | Todtnau               |
| 1979 | Lauterberg            |
| 1978 | Oberammergau          |
| 1977 | Willingen             |
| 1976 | Todtnau               |
| 1975 | Seefeld               |
| 1974 | Altenau               |
| 1973 | Willingen             |
| 1972 | Willingen             |
| 1971 | Ruhpolding            |
| 1970 | Braunlage             |
| 1969 | Todtnau               |